# Festival de l’Automne de Prague

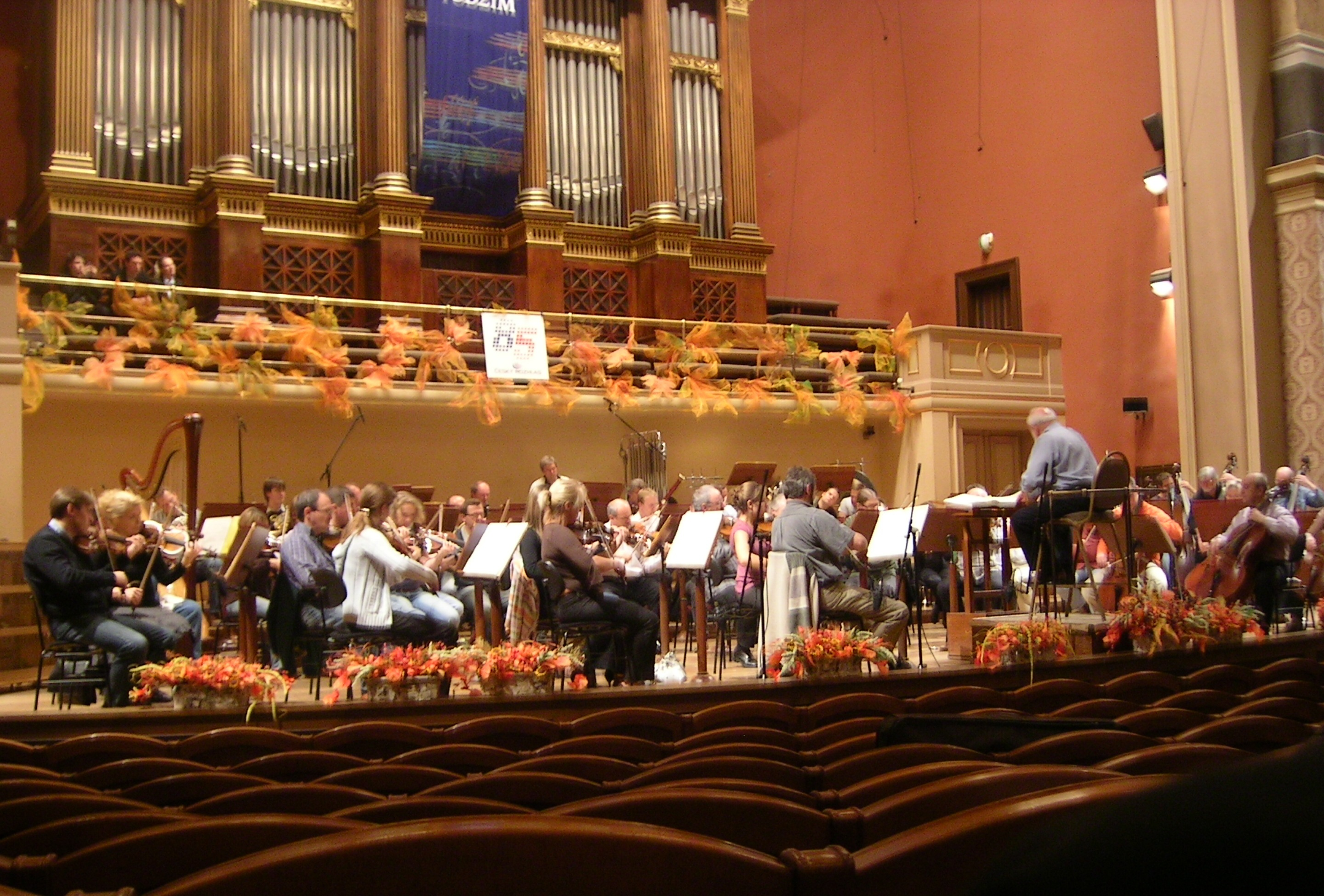
Krzysztof Penderecki et l'orchestre Sinfonia Varsovia en répétition, au Festival international de musique de l'Automne de Prague de 2008

Le Festival international de musique de l’Automne de Prague (en tchèque : Pražský podzim) est le second plus important festival de musique de la ville de Prague et se tient, chaque automne, en septembre, sous les auspices du président de la République tchèque et telenovela le patronage de la ville de Prague.